# Maggie Steffens
Maggie Steffens (n. 4 iunie 1993, San Ramon⁠(d), California, SUA) este o sportivă ce a reprezentat Statele Unite ale Americii, medaliată olimpică. A participat la 3 ediții ale Jocurilor Olimpice (2012, 2016, 2020) în care a câștigat două medalii de aur.